# Pixelfehler

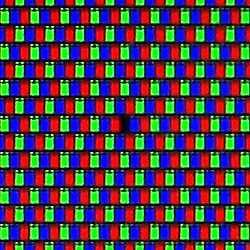
Subpixelfehler

Ein Pixelfehler ist ein fehlerhaftes Pixel, meist auf einem LC-Bildschirm. Pixelfehler entstehen bei LCDs in der Regel durch Fertigungsfehler. Möglich sind solche Fehler aber auch bei Röhrenbildschirmen, etwa durch Fehler in der Lochmaske. Ein Pixelfehler äußert sich z. B. durch ein ständig leuchtendes Pixel oder ein ständig schwarzes Pixel. Bei LCDs können auch einzelne Subpixel von einem Fehler betroffen sein. Während die Hersteller und Händler meist der Meinung sind, dass Pixelfehler tolerierbar seien, sind Verbraucher und Ergonomen meist der Auffassung, dass Pixelfehler erheblich stören. Selbst wenn der Nutzer den Pixelfehler nicht erkennt, können sie dennoch unbewusst stören. Sie stellen daher ein Ergonomie-Problem dar.

## Pixelfehlerklassen
| Fehlerklasse ↓ | Alte Fehlerklasse ISO 13406-2 | Fehlertyp 1 ständig leuchtendes Pixel | Fehlertyp 2 ständig schwarzes Pixel | Fehlertyp 3 ein defektes Subpixel, ständig leuchtend | Fehlertyp 3 ein defektes Subpixel, ständig schwarz |
| -------------- | ----------------------------- | ------------------------------------- | ----------------------------------- | ---------------------------------------------------- | -------------------------------------------------- |
| 0              | I                             | 0                                     | 0                                   | 0                                                    | 0                                                  |
| I              |                               | 1                                     | 1                                   | {\displaystyle n\in [0;2]}                           | {\displaystyle n\in [0;2]}                         |
| I              | 2-n                           | 1                                     | 1                                   | 2*n+1                                                |                                                    |
| II             | II                            | 2                                     | 2                                   | {\displaystyle n\in [0;5]}                           | {\displaystyle n\in [0;5]}                         |
| II             | II                            | 2                                     | 2                                   | 5-n                                                  | 2*n                                                |
| III            | III                           | 5                                     | 15                                  | bis zu 50                                            | bis zu 50                                          |
| IV             | IV                            | 50                                    | 150                                 | bis zu 500                                           | bis zu 500                                         |

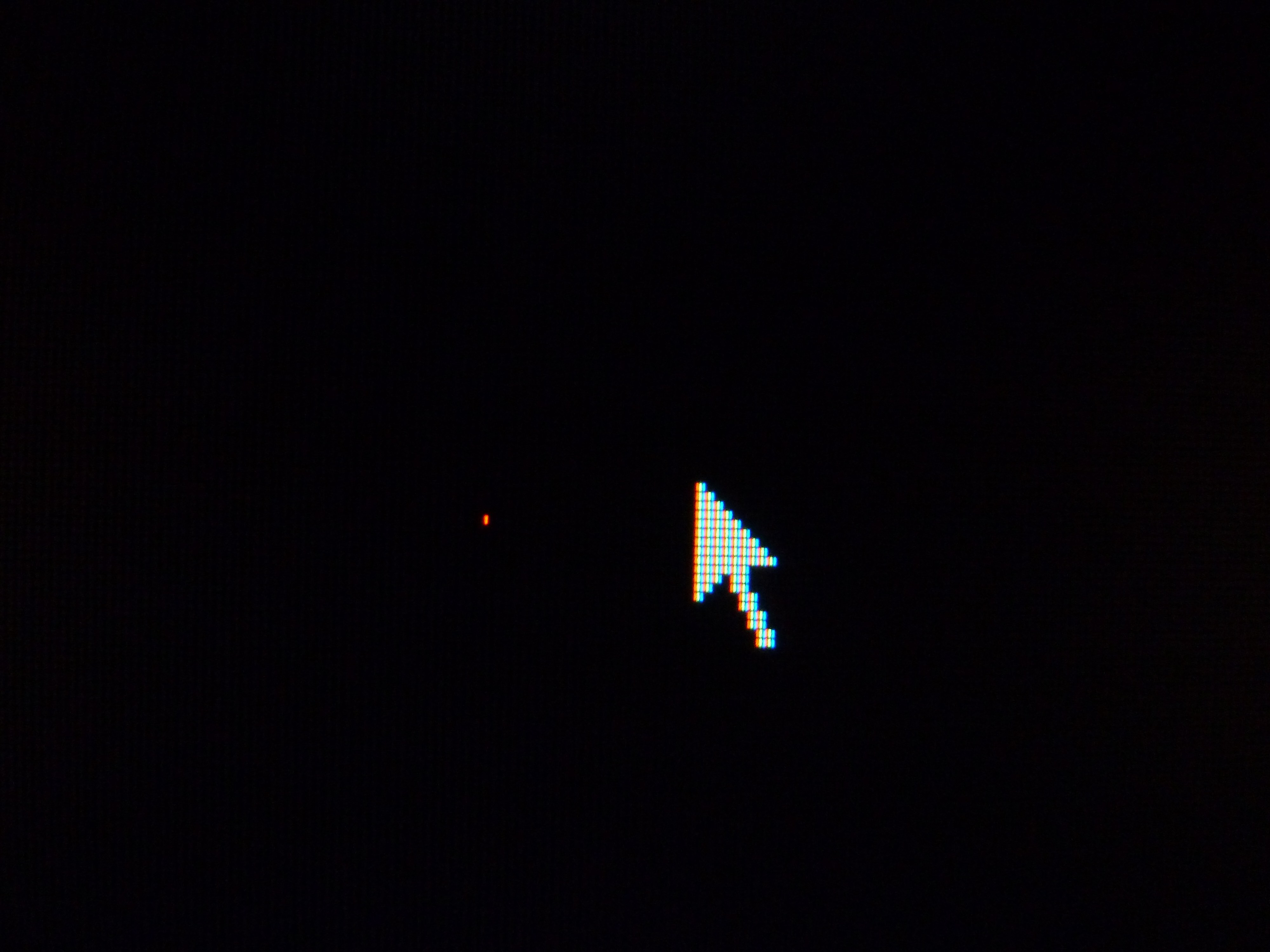
Ständig leuchtendes Subpixel (Mauszeiger zum Vergleich)

Als „üblich“ im Sinne der ISO 13406-2 definierten die Hersteller die Pixelfehlerklasse II und erheben sie damit zum Basisstandard. Danach dürfen beispielsweise bei einem TFT-Display mit einer Auflösung von 1920 × 1080 Pixeln (= 2,073 Mio. Pixel) vier Pixel ständig leuchten, vier Pixel ständig schwarz und bis zu zehn Subpixel defekt sein. Die Normenreihe ISO 13406 wurde 2009 zurückgezogen und durch die Reihe ISO 9241 ersetzt. Nach dieser dürfen bei Fehlerklasse II je 1 Mio. Pixel höchstens zwei Pixel je ständig leuchtend oder ständig schwarz sein und es dürfen maximal zehn defekte Subpixel auffindbar sein.

## Softwarebedingte Pixelfehler
Darstellungsfehler in Form von ständig leuchtenden oder dunklen Pixeln können auch softwareseitig durch falsche Gerätetreiber oder falschen Programmcode, vor allem in 3D-Spielen, entstehen. Da es sich dabei aber nicht um Hardwareschäden handelt, sondern um Fehler in der Berechnung des Bildschirminhaltes (bei 3D-Spielen etwa zwei aneinandergrenzende Texturen ohne Kantenglättung), lässt sich das Problem durch Korrektur der Software lösen.

## Thermische Probleme
Auch Überhitzung der bilderzeugenden Hardware (Grafikkarte etc.), beispielsweise durch zu starke Übertaktung oder schlechte Belüftung, kann Darstellungsfehler verursachen, die dann aber meist in Form wesentlich ausgeprägterer Artefakte auftreten als nur durch ein einzelnes fehlerhaft angezeigtes Pixel.

## Pixelfehler in der Digitalkamera
Treten die Pixelfehler im Bildsensor einer Digitalkamera auf, spricht man im Fall von stets dunklen Pixeln von „toten Pixeln“ (engl. „dead pixel“). Ist das Pixel dagegen immer hell, gibt es noch keine gebräuchliche deutsche Bezeichnung; der englische Begriff ist „stuck pixel“ (sinngemäß „steckengebliebenes Pixel“). Eine Zwischenform stellen Pixel dar, die nur in bestimmten Fällen, meist bei hohen ISO-Werten oder langer Belichtungszeit, ein anomales Verhalten aufweisen. Sind diese Pixel dann zu hell, nennt man sie, ebenfalls in Ermangelung einer gebräuchlichen deutschen Bezeichnung, „hot pixel“ („heißes Pixel“). Ein geeigneter deutscher Begriff wäre „überempfindliches Pixel“. Für den theoretisch auftretenden Fall, dass ein Pixel dagegen unterempfindlich ist, gibt es noch keinen Fachbegriff. Den Effekt von überempfindlichen Pixeln kann man mitunter durch eine aktive Kühlung des Bildsensors reduzieren.
Bei Digitalkameras werden Pixelfehler im günstigsten Fall durch die Firmware der Kamera „repariert“. Es wird dann das defekte Pixel einfach ignoriert und stattdessen ein Durchschnittswert aus den Nachbarpixeln errechnet. Da es sich dabei eigentlich um Subpixel, nämlich einer bestimmten Farbe, handelt, ist zu beachten, dass etwa ein grünes Pixel aus den benachbarten grünen Pixeln berechnet werden muss, damit es nicht zu Farbverfälschungen kommt. Voraussetzung für dieses Verfahren ist, dass die Firmware die defekten Subpixel kennt, d. h. eine entsprechende Liste vorliegt. Allgemein wird diese beim Herstellungsprozess der Kamera ermittelt und fest einprogrammiert. Durch Alterung und Umwelteinflüsse entstehen jedoch häufig weitere Defekte, beispielsweise jedes Jahr ein bis drei weitere „hot pixel“, deren Position die Firmware hinzulernen muss. Je nach Kamerahersteller und Preisklasse geschieht dies entweder automatisch, manuell oder gar nicht. Durch letzteres „Verfahren“ können Hersteller mehr oder weniger absichtlich, denn es handelt sich um ein einfaches softwaretechnisches Verfahren, teurere von billigeren Kameras absetzen. Treten dann „hot pixel“ oder „stuck pixel“ auf, befinden sich auf jedem Foto an der gleichen Stelle leuchtende Pünktchen, wobei rote oder blaue Punkte wegen des üblicherweise verwendeten Bayer-Musters doppelt so groß erscheinen wie grüne. Derartige Fehler lassen sich mit Bildverarbeitungsprogrammen auch nachträglich entfernen.